# Massimo Mutarelli
Massimo Mutarelli (Como, 13 januari 1978) is een Italiaans voetballer die sinds januari 2009 voor de Italiaanse eersteklasser Bologna FC uitkomt.
In 1995 behaalde Mutarelli met het Italiaans voetbalelftal onder 19 op het Europees kampioenschap voetbal mannen onder 19 de finale, deze verloren ze van Spanje (1-4).
Mutarelli maakte zijn profdebuut bij Atalanta Bergamo. In april 1996 verloor hij zijn eerste wedstrijd in de Serie A thuis tegen SS Lazio met 1-3. Na vier seizoen gespeeld te hebben in Bergamo werd Mutarelli verkocht aan Genoa. Bij Genoa speelde Mutarelli 138 wedstrijden in de Serie B.
In 2002 verhuisde Mutarelli naar Palermo, waarmee hij in 2004 promoveerde naar de Serie A. Mede door deze ontwikkeling dwong Mutarelli in 2006 een transfer af naar SS Lazio.
Het seizoen 2007/08 was weinig succesvol voor Mutarelli. Blessures zorgden ervoor dat Mutarelli weinig speeltijd kon krijgen. Mutarelli speelde wel zijn eerste wedstrijd in de Champions League (maar werd met rood van het veld gestuurd tegen Werder Bremen).
Na wat discussie omtrent een contractverlenging werd het contract tussen Mutarelli en Lazio ontbonden. Sinds januari 2009 speelt hij voor Bologna FC in de Serie A.